# 双対多面体
双対多面体（そうついためんたい、英語：dual polyhedron）、ある立体の頂点と面を入れ替えた立体のことをいう。具体的には、面の重心を新たな頂点とし、辺で接する面の重心同士を辺で結び（したがって辺の数は変わらない）、頂点で接する面の重心を結ぶ多角形を面とする。ただし、定量的な長さや角度を問題とせず、トポロジー（頂点・辺・面の接する関係）だけを問題とすることもある。3次元における双対多胞体である。多面体について述べていることが自明なときは単に双対という。双対多面体の双対多面体は元の多面体である。自身と双対関係にある多面体を自己双対多面体という。

## 正多面体の双対関係

正六面体と正八面体の双対関係

正多面体の双対はまた正多面体になる。その関係は、
- 正四面体⇔正四面体（自己双対）
- 正六面体⇔正八面体
- 正十二面体⇔正二十面体

となる。
その他の正多面体（星型正多面体、ねじれ正多面体、正平面充填形）でも、
- 小星型十二面体⇔大十二面体
- 大星型十二面体⇔大二十面体
- 四角六片四角孔ねじれ正多面体⇔六角四片四角孔ねじれ正多面体
- 六角六片三角孔ねじれ正多面体⇔六角六片三角孔ねじれ正多面体（自己双対）
- 正三角形による平面充填形⇔正六角形による平面充填形
- 正方形による平面充填形⇔正方形による平面充填形（自己双対）

と、同じように正多面体になる。

## 半正多面体の双対

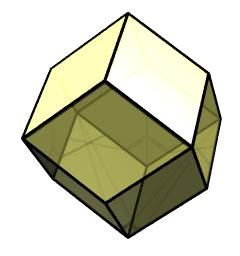
菱形十二面体（立方八面体の双対）

半正多面体の双対のことをアルキメデス双対またはカタランの立体という。アルキメデス双対は、半正多面体の各面の中心を結んだ立体ではなく、そのアルキメデス双対の面の中心を結ぶと元の半正多面体になる立体である。また、全ての面が合同で、全ての二面角が同じという性質も持つ。このうち切頂n面体の双対は、もとの正n面体の双対である正m面体の各面の中心を持ち上げた形で、p方m面体という。
- 切頂四面体⇔三方四面体
- 切頂六面体⇔三方八面体
- 切頂八面体⇔四方六面体
- 切頂十二面体⇔三方二十面体
- 切頂二十面体⇔五方十二面体
- 立方八面体⇔菱形十二面体
- 二十・十二面体⇔菱形三十面体
- 斜方立方八面体⇔凧形二十四面体
- 斜方二十・十二面体⇔凧形六十面体
- 斜方切頂立方八面体⇔六方八面体
- 斜方切頂二十・十二面体⇔六方二十面体
- 変形立方体⇔五角二十四面体
- 変形十二面体⇔五角六十面体

また、凸でない一様多面体も双対を作ることができる。その双対は、元の立体の枠の双対の星型である。
- 小二重三角二十・十二面体⇔小三角六辺形二十面体
- 大二十・十二面体⇔大菱形三十面体

など

## 角柱、反角柱の双対
角柱の双対は双角錐（重角錐、両角錐）になる。
- 三角柱⇔双三角錐
- 四角柱（特別な場合として立方体）⇔双四角錐（特別な場合として正八面体）
- 五角柱⇔双五角錐

……
アルキメデスの正角柱は底面の正多角形の辺数が多くなるにつれ、細長くなっていく。
反角柱の双対はねじれ双角錐になる。面の形は凧形である。
- 反三角柱（特別な場合として正八面体）⇔ねじれ双三角錐（特別な場合として立方体）
- 反四角柱⇔ねじれ双四角錐
- 反五角柱⇔ねじれ双五角錐

……
アルキメデスの反角柱は底面の正多角形の辺数が多くなるにつれ、細長くなっていく。